# Acacia harveyi
Acacia harveyi é uma espécie de leguminosa do gênero Acacia, pertencente à família Fabaceae.